# Presidency College (Chennai)

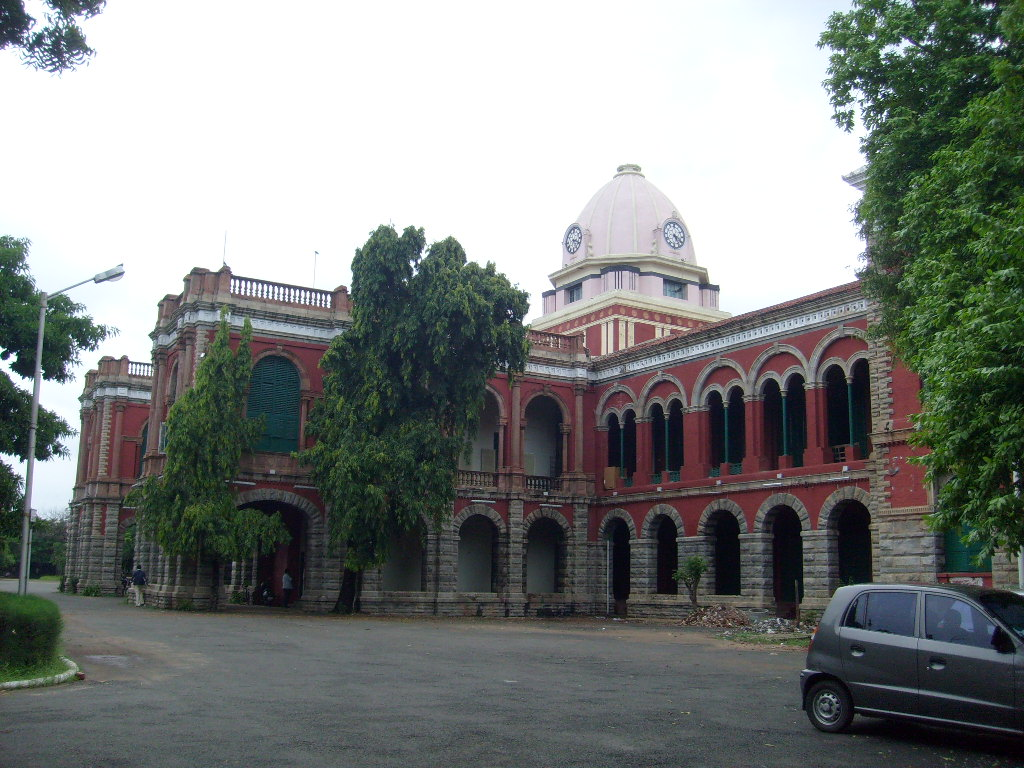
Gebäude des Presidency College

Das Presidency College (Tamil: மாநிலக் கல்லூரி Mānilak kallūri) ist ein College in Chennai (Madras), der Hauptstadt des indischen Bundesstaates Tamil Nadu.
Das Presidency College wurde während der britischen Kolonialzeit im Jahr 1840 als erste höhere Bildungseinrichtung in der damaligen Präsidentschaft Madras (Madras Presidency) gegründet. Das Presidency College war die Keimzelle der University of Madras, die 1857 eingerichtet wurde. Mit der Gründung der Universität wurde das Presidency College dieser angegliedert. Seit 1987 ist das Presidency College autonom.
Das Gebäude des Presidency College befindet sich auf dem Campus der University of Madras im Stadtteil Chepauk gegenüber dem Stadtstrand Marina Beach. Es wurde zwischen 1867 und 1870 im indo-sarrazenischen Kolonialstil erbaut. Zum hundertjährigen Jubiläum 1940 erhielt es eine monumentale Kuppel.